# 明浜町
明浜町（あけはまちょう）は、かつて愛媛県に存在した町。東宇和郡に属した。
キャッチフレーズは「潮風とみかんと心ときめく町」、サブキャッチフレーズは「素足の自然感じてみませんか」だった。2004年4月1日合併により、西予市の一部となって自治体としての明浜町も消滅した。現在は、西予市の住所表示名の一つとして残っている。

## 地理

### 位置
- 愛媛県の南部、南予地方のほぼ中央の東宇和郡（市町村合併により消滅）の一番西に位置し宇和海に面している。

### 地形
入り組んだリアス式海岸で入り江に集落がある。町内はほとんどが宇和海に面する南斜面である。急傾斜地はその多くが果樹園として利用されている。平地は極めて乏しい。

### 気候
宇和海に面しており、海洋性の温暖な気候である。

### 集落
町内は大きく4つの地区（集落）があり、それぞれ小学校があったが、現在は4校が合併され明浜小学校が俵津にある。
- 田之浜（たのはま）
- 高山（たかやま）
- 狩江（かりえ）
- 俵津（たわらづ）

高山をさらに、高山と宮野浦（みやのうら）に、狩江を狩浜（かりはま）と渡江（とのえ）とに分けることもある。

### 町名の由来
昭和の町村合併の際に、新町の名称として公募した中の一つで、選考委員会で推挙された。町名案は487件の応募があり、3度の選考を経て10件に絞られた。「明浜町」はこの10件の中には入っていなかったが、最終段階で復活し選考委員の支持を得た。なお700年から800年前まで、この地域（特に高山）が「明浜（あかはま）」と呼ばれていたことがあるとされる。
"明るい海辺の町になりたい"という希望を込めた、瑞祥地名の意識があったものとも言われている。

## 歴史
近世
- 藩政期には西半分は宇和島藩に、東半分は吉田藩に属する漁村であった。
- 1716年（享保元年） - 甘藷の導入。
- 1808年（文化5年） - ハゼ栽培広まる。

近代
- 1880年代（明治10年前後） - かんきつ類の作付始まる。
- 1879年（明治12年） - 養蚕始まる。
- 1881年（明治14年） - かっぱ狛犬奉納。
- 1889年（明治22年） 12月15日 - 町村制施行に伴い東宇和郡俵津村、狩江村、高山村が成立。
- 1911年（明治44年） - 宇和島運輸により沿岸航路開設。
- 大正期 - 大戦景気により、石灰業が繁忙を極める。一時は高山の料理店に芸者が居たほど。
- 大戦後 - 不景気に加え、過燐酸石灰等の化学肥料が出回り、また硫安などに押され石灰肥料の需要減退、大陸に活路を求める。
高山地区の東部、大早津に海に面して石灰石の切り出し地があり、昭和20年代頃までは大いに栄えた。この関係で、海運業も栄えた。しかしながら、この繁栄も長くは続かず、昭和50年代には鉱山も閉鎖され、現在は跡地は廃墟と化している。
- 1933年（昭和8年） - 第一次ブラジル農業移民。

戦後
- 1948年（昭和23年） - 新制高校発足により、宇和高校俵津分校、高山分校開校。
- 1955年（昭和30年） 3月21日 - 俵津村、狩江村が合併して豊海村となる。

新町以降
- 1958年（昭和33年） 1月1日 - 豊海村、高山村が合併して明浜町発足。
- 1963年（昭和38年） - 俵津分校 閉校。
- 1965年（昭和40年） - この頃石灰業者11業者を数える。
- 1968年（昭和43年） - フェリーおれんじ沈没事故（大崎鼻沖）。
- 1973年（昭和48年） - 高山分校 閉校。
- 1973年（昭和48年） - 南予水資源開発事業として野村ダムの建設決定。
- 昭和40年代末頃 - 伊予柑、ポンカンなどの高級晩柑類への更新始まる。
原子力発電所など、エネルギー基地の立地が計画されたこともあったが、いずれも実らなかった。
それ以降は、みかんと水産の静かな町となった。
- 1979年（昭和54年） - 高山鉱山閉山。
- 1988年（昭和63年） - かっぱMATSURI始まる。
- 1989年（平成元年） - シーサイドサンパーク構想策定。
- 1991年（平成3年） - 台風19号による被害発生。
- 2004年（平成16年） 4月1日 - 宇和町、野村町、城川町、三瓶町と合併して西予市となる。

## 行政
- 庁舎 - 本庁は高山地区にあるほか、俵津には支所が置かれていた。
- 首長
  - 初代 酒井義満（1958年2月 - 1966年2月）
  - 2代 平野善一（1966年2月 - 1974年2月）
  - 3代 宇都宮竹夫（1974年2月 - 1978年2月）
  - 4代 酒井正直（1978年2月- 2004年3月）
- 昭和の合併の経緯
町内は大きく、東（狩江、俵津）と西（田之浜、高山）とに別けられる。このため、昭和の合併当時には双方で役所の位置をめぐって優位を主張し譲らなかった[要出典]。結局、知事裁定で高山地区に置かれることとなった[7]。しかし俵津地区は裁定に納得せず、分村運動の実施や、旧豊海村職員の新庁出勤拒否などを決議した[8]。

## 産業
農業と水産業中心である。
農業
柑橘栽培がほとんどである。水源に恵まれないため、水田はほとんどなく、畑地も家庭菜園的に営まれている程度である。
水産業
かつてはイワシ漁中心であったが、今日ではチリメン漁と真珠養殖業が中心に営まれている。なお、魚類養殖業は入り江がさほど入り組んでいないことから、季節風や台風による波浪の影響を受けやすく、大規模ではない。
製造業
用地が乏しく製塩業の工場が目立つ程度である。
- 伯方塩業明浜工場

## 文化
海にちなむ独自の文化が息づいている。
- 若宮神社のかっぱの狛犬（高山）
狛犬が「かっぱ」の姿をしている。向かって左は魚（鯛）を持ち、右は魚を持っていない。このかっぱの狛犬をなでて祈ると願い事が叶うということから、頭がすり減って平らに（お皿のように）なっている。
明浜町を含む愛媛県の南部地域には砂浜よりも磯海岸が多く、沿岸にはカワウソが生息していたが、これがかっぱとして伝わったとみられる説話がいくつか残っている。かっぱの狛犬もその一つと思われる。
かっぱにちなむ祭り（かっぱ祭り）が大早津海岸のシーサイドサンパークにおいて、例年8月上旬に開催されている。
- 鯨塚
食糧難に苦しんでいた江戸時代に、鯨が海岸に打ち上げられ、村民が飢えをしのいだ。鯨に感謝して、海岸に鯨塚がつくられ、奉られている。鯨には当時の大名級院号がつけられている。
- 蛸を祭る神社、春日神社（狩浜）
狩浜の春日神社には、蛸にまつわる伝説がある。ある時、神社から神体が盗み出されたが、運び去る途中に海中に沈んだ神体を蛸が拾い上げたというもの（似たような伝説が日間賀島にもみられる）。同神社の祭礼は善行を行った蛸に感謝して始められたと云われる。同神社の氏子は、祭りの期間中はもちろんのこと、普段も蛸を食べるのを避けると言われる。また、蛸の絵が奉納されている。
同神社の祭礼では神輿と牛鬼が海を渡る海上渡御が行われる。

### 文楽
- 俵津文楽（俵津）
1852年（嘉永5年）、当時村の指導者であった伊井庄吾が、大阪から人形数個を買い入れて、村の若者たちのため浄瑠璃による人形芝居を始めたのが起源とされる。文楽会館が俵津地区にある。県指定無形民俗文化財。

### 祭り
イベント的なものは後述。
- 季節の祭には牛鬼が登場する。
- 特に10月下旬に行われる秋祭りが盛大で、各地区で少しずつ異なる（高山、狩江、俵津の各地区で日も異なる）。
- 加茂神社の潮垢離（しおごり）（高山）
10月23日の秋の大祭の宵祭（宵宮）で役場埋立地の海岸で行われる。割木を井桁に組んだかがり火を焚き、数十名の若者が褌姿で夜の海に飛び込み、身を清める。戻って、火で体を温めてはまた海に戻ることを繰り返す。
火が消えかかる頃、一昼夜海中に沈め海水で清めた牛鬼を引き揚げる。これで潮垢離そのものは終わる。
牛鬼はその後町内を練り歩く。神輿も出る。400年余りの伝統をもつ行事。
- 渡江歌舞伎くずし盆踊り（とのえかぶきくずしぼんおどり）
8月14日に渡江地区で開催される盆の伝統行事。陽が落ち暮れなずむ浜辺に盆踊りの歌が響き、歌舞伎の化粧と衣装で着飾った子どもたちが歌舞伎の名場面を模した踊りを舞う。その動きから「歌舞伎くずし」とも呼ばれる。

## 教育
町内に高等学校はない。中学校は、町内が大きく東西に分けらけることから、2校あったが、生徒数の減少により、統合された。俵津地区にある東中学校が明浜中学校と改称された。統合後は遠距離通学対策として、旧・西中学校区の生徒はスクールバスにて通学している。
- 2003年（平成15年）4月 - 中学統合
- 2004年（平成16年）現在生徒数 - 105人（学校基本調査）
- 田之浜小学校、高山小学校、狩江小学校、俵津小学校

## 交通
道路交通中心。道路事情の悪い戦後一時期までは、船舶によって宇和島に出ることも多かったが、道路事情の改善によってバスが走るようになり、航路はなくなった。

### 鉄道
町内に鉄道はない。
最寄り駅：JR四国予讃線・卯之町駅

### 道路

#### 高速道路
明浜町内に高速道路は通っていない。
最寄インターチェンジ (IC)
松山自動車道
22 西予宇和IC

#### 国道

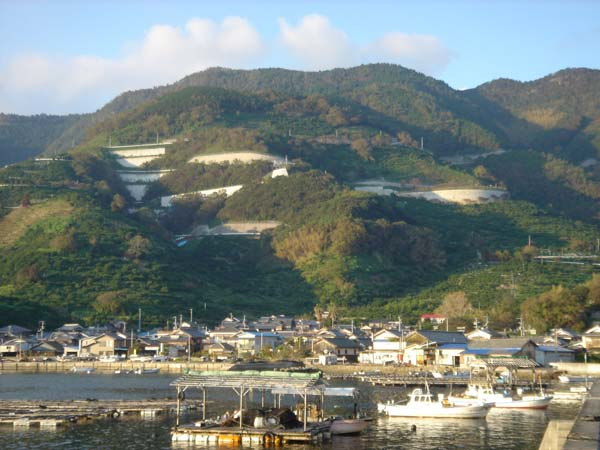
野福峠。俵津集落より望む

- 国道378号
町内を海岸線に沿って東西に縦貫する幹線道路。八幡浜市、三瓶町（現：西予市）及び吉田町（現：宇和島市）と連絡。ただし、センターラインもないような狭隘な未整備区間も残っている。

#### 県道
- 主要地方道
  - 愛媛県道45号宇和明浜線
野福峠トンネルを経由して、宇和町（現：西予市）、国道56号と連絡。
- 一般県道
  - 愛媛県道257号俵津三瓶線
  - 愛媛県道344号宇和高山線

### バス
宇和島自動車 - 宇和島・吉田方面と卯之町（宇和町）方面に運行。両路線とも高校生の通学や高齢者の通院・買い物等に利用されている。前者については、ローカル路線の割に便数は確保されている。俵津停留所で乗り継ぎが可能。田之浜が終点。以前には三瓶への路線があったが、通学に利用していた高校生もなくなったことから廃止されている。

## 観光

### 名所・観光スポット
- 大早津海岸（おおそうづかいがん）のあけはまシーサイドサンパーク（ふるさと創生館、歴史民俗資料館、オートキャンプ場『きゃんぱ』、塩風呂『はま湯』、民宿故郷（ふるさと）、海水浴場、石灰切り出し跡地など）
- 鯨塚
- フィッシングセンター
- 野福峠
- 文楽会館
- 大崎鼻
町の最西端。江戸時代には宇和島藩により見張り所が置かれ、宇和島藩主の船が通るときに狼煙を上げて知らせた。眺めは大変すばらしく、晴れた日には九州が見渡せる。
大崎鼻写真など
- 明浜宇和山岳公園
- 石灰窯跡地

### イベント
- 野福峠さくら祭（俵津）
つづら折りの野福峠の沿道にはソメイヨシノの桜並木が続き、毎年4月上旬には桜とその背景に広がるおだやかな宇和海の景観が見る人の心を打つ。また、俵津文楽の公演や特産品の販売、琴の演奏会などが開かれ、多くの客でにぎわう。例年、4月上旬に開催。
- かっぱMATURI
明浜町高山の「あけはまシーサイド・サンパーク」において、「かっぱの恩返し」の説話をベースにした真夏のイベント。1988年度に当時盛んに行われた「ふるさと創生事業」の一環で検討を開始。そのなかで、明浜町の暮らし良さや豊かさ、人情をアピールできるイベントを創出すべきとの気運が高まっていった。町のシンボルである「海」を舞台に、恩返しの言い伝えが残る「かっぱ」をキャラクターとして、その名も「かっぱMATURI」とした。
- その他の祭りについては#文化を参照。

### 特産物
- かんきつ類（ウンシュウミカン、ポンカン）
- 工芸品（狩浜餅、竹細工、焼き物など）
- かんきつ加工品（みかんジャム、マーマレード、みかんジュース「ムテンカ」など）
- 海産物（ハマチ、真珠、チリメン、しそわかめちりめん、ちりめんの佃煮、ひじき、あおさの佃煮、つわぶきの佃煮など）
- 郷土料理（ひゅうが飯、さつま汁、あじの釜飯、ちりめん　など）

## 著名な出身者・関係者
- 田中恒利 - 衆議院議員を6期19年務める。名誉町民。合併後の西予市の名誉市民でもある。
- 宇都宮健児（弁護士）
- 永井康徳（医師） - 1996年に俵津地区の国民健康保険診療所に赴任したことがある[9]。